# Киевская операция РККА (1920)
Ки́евская опера́ция — наступательная операция Красной Армии в ходе советско-польской войны, проходившая с 26 мая по 16 июня 1920 года. Целью операции было уничтожение главных сил Войска Польского, действовавших на украинском направлении. Закончилась частичным успехом: несмотря на успешное продвижение РККА на запад, польскую армию уничтожить не удалось.
Юго-Западный фронт Александра Егорова
- 12-я армия Сергея Меженинова
  - 7, 25, 44, 45, 58-я стрелковые дивизии
  - 17-я кавалерийская дивизия
  - Башкирская кавалерийская бригада

- 14-я армия Иеронима Уборевича
  - 41, 47, 60-я стрелковые дивизии

- 1-я Конная армия Семёна Буденного
  - 4, 6, 11, 14-я кавалерийские дивизии

Украинский фронт Войска Польского (генерал Антони Листовский)
- 6-я армия генерала Вацлава Ивашкевича-Рудошанского
  - 5-я Львовская пехотная дивизия (Вацлав Енджеевский) — до 19 июня
  - 12-я пехотная дивизия (Мариан Янушайтис-Жегота)
  - 18-я пехотная дивизия (Франтишек Крайовский)
  - 13-я пехотная дивизия (Франтишек Паулик) — с 25 мая
  - 3-й авиационный дивизион (Стефан Бастыр)

- 2-я армия генерала Антони Листовского
  - 3-я пехотная дивизия легионеров — с 19 июня
  - 6-я пехотная дивизия (Казимеж Рашевский) — с 19 июня
  - 1-я кавалерийская дивизия (Юлиуш Руммель) — с 19 июня
  - 5-я Львовская пехотная дивизия (Вацлав Енджеевский) — с 19 июня
  - 15-я Поморская пехотная дивизия (Антони Ясенский)
  - 6-я Украинская пехотная дивизия (Марко Безручко)
  - 2-й авиационный дивизион (Камилло Перини)

- 3-я армия генерала Эдварда Рыдз-Смиглы
  - 1-я пехотная дивизия легионеров (Эдвард Рыдз-Смиглы)
  - 7-я пехотная дивизия (Эугениуш Погожельский)
  - 3-я кавалерийская бригада (Ежи Савицкий)

Всего — 30,4 тыс. штыков и 4,9 тыс. сабель.

## Военно-стратегическая ситуация
Разгром Деникина, Юденича и Миллера позволил командованию Красной Армии бросить все силы на польское направление. Общий план строился так:

а) главный удар нанести на Западном фронте; б) на Юго-Западный фронт возложить задачу по активному сковыванию противника, усилив его Конной армией; в) Западный фронт, отвлекая внимание и силы противника на Полоцком и Мозырском направлениях, главный удар должен нанести в направлении Игумен, Минск…
К началу контрнаступления общая численность войск Юго-Западного фронта под командованием А. И. Егорова определялась в 22 303 штыка и 23 999 сабель (без учета 15-й стрелковой дивизии). На киевском участке Юго-Западного фронта находились 12-я, 1-я Конная армия и Фастовская группа войск. Части 12-й армии были сосредоточены севернее и восточнее Киева. Фастовская группа войск, включавшая в себя 44-ю н 45-ю стрелковые дивизии, находилась южнее Киева. 1-я Конная армия сосредоточилась возле Умани.
Планом командования Юго-Западного фронта предусматривалось глубокими ударами 1-й Конной и 12-й армией по сходящимся направлениям окружить и уничтожить киевскую группу противника — 3-ю и 2-ю польские армии под общим командованием генерала Э. Рыдз-Смиглы, а затем и 6-ю армию генерала В. Ивашкевича. Главный удар наносился 1-й Конной армией (командующий С. М. Буденный, 16,7 тыс. сабель, 48 орудий, 6 бронепоездов и 12 самолётов) в направлении Самгородок, Казатин, Житомир. 

## Наступление Юго-Западного фронта
24 мая был командующим Юго-Западным фронтом А. И. Егоровым отдан приказ о переходе в наступление. 26 мая части Фастовской группы, атаковав 1-ю кавалерийскую и 7-ю пехотную польские дивизии, прорвали фронт их обороны и к исходу 29 мая вышли в район восточнее города Белая Церковь. Однако противник, собрав значительные силы, в ночь на 30 мая предпринял контратаку. Части Фастовской группы
не выдержали натиска поляков и ко 2 июня с боем отошли в исходное положение.
Попытки небольших групп 12-й армии форсировать Днепр в районе Страхолесья (севернее Киева) оказались безуспешными. Противник с противоположного берега реки и с моторных лодок, которые курсировали по Днепру, встретил эти группы сильным ружейно-пулеметным огнем. Подразделения 12-й армии вынуждены были прекратить переправу и возвратиться на исходные позиции. В последующие дни войска 12-и армии
начали фронтальное наступление на левобережный киевский плацдарм польских войск, но атаки советских войск не приносили успеха.
С 27 по 30 мая 1-я Конная армия, наступая в полосе шириною около 60 километров, атаковала в районе Липовца и Погребища польскую 13-ю пехотную дивизию, но, встреченная сильным артиллерийским и пулеметным огнем, вынуждена была отойти. 
Потерпев первоначальную неудачу, 31 мая Реввоенсовет Юго-Западн фронта дал указание командованию 12-й армии прекратить лобовые атаки Киева и, оставив против киевского плацдарма противника только 58-ю стрелковую дивизию, все остальные силы армии свести в ударную группу для форсирования Днепра и прорыва вражеского фронта севернее Киева. В помощь войскам 12-й армии при форсировании Днепра была выделена группа кораблей Днепровской флотилии. 1-й Конной армии ставилась задача прорвать польский фронт на линии Ново-Фастов — Пустоваровка, овладеть Бердичевом и Казатином и, действуя по тылам, разбить киевскую группировку противника. Во всех армиях были созданы ударные группы, которые должны были действовать на важнейших направлениях. На второстепенных же участках фронта были выставлены небольшие прикрытия.
Севернее Киева ударная группа 12-й армии с 1 июня провела несколько попыток форсирования Днепра и к 8 июня сумела закрепиться на плацдарме у Горностайполя. Фронт поляков был прорван и в полосе
наступления Фастовской группы. Десантный отряд этой группы, переправившись на судах Днепровской флотилии через Дпепр южнее Киева, занял город Ржищев. Развивая наступление, части Фастовской группы к исходу 7 июня вышли на участок в 6—15 километрах юго-восточнее Белой Церкви.
После нескольких неудачных попыток Будённому удалось нащупать слабое место в польской обороне. 5 июня он прорвал фронт под Самгородком на стыке между 6-й и 3-й польскими армиями и устремился в наступление на Бердичев и Житомир, минуя мощный Казатинский узел. 7 июня Житомир и Бердичев с их складами были захвачены 1-й Конной армией. 
Польское командование отреагировало на прорыв фронта 1-й Конной армией. 3-й армии было приказано оставить Киев и отойти на Житомир. В ночь с 8 на 9 июня поляки стали выводить свои войска с плацдарма на левом берегу Днепра.
8 июня фастовская группа (командующий И. Э. Якир) и кавказская бригада Г. И. Котовского, входившая в состав 12-й армии, заняли Белую Церковь, 10 июня — Фастов, Сквиру. К этому времени другие части 12-й армии (командующий С. А. Меженинов), взаимодействуя с Днепровской флотилией, форсировали Днепр и 11 июня перехватили железную дорогу Киев — Коростень в районе Бородянка, Ирша и встала на путях отхода главных сил 3-й армии. Фастовская группа, рассредоточившись на широком фронте, не сумела вовремя выйти на соединение с войсками 12-й армии.
10 июня, ввиду создавшейся угрозы, 3-я армия Рыдз-Смиглы оставила Киев, и в ходе боев 12—14 июня часть её войск прорвалась на Коростень. 
12 июня 58-я стрелковая дивизия 12-й армии, переправившись через Днепр на судах Днепровской флотилии, вместе с десантом моряков вступила в Киев. На левом фланге фронта 14-я армия (командующий И. П. Уборевич), обеспечивая общий успех операции, наступала против 6-й армии противника и 13 июня освободила Гайсин.
Несмотря на то что радиоразведка перехватила приказ командующего польской 3-й армии об организации отхода, фланги Юго-Западного фронта запаздывали, и 14 июня стало ясно — 3-я армия выскользнула из ловушки. 17 июня она закончила отход и закрепилась на рубеже Новгород-Волынский, Коростень, Хабное. 

## Результаты
Хотя войскам Юго-Западного фронта не удалось уничтожить киевскую группировку польских войск, ей было нанесено тяжёлое поражение. Это заставило польское командование перебросить на Украину силы из Белоруссии, что создало благоприятные условия для перехода в наступление Западного фронта.
Предстояло развить успех, чтобы создать выгодные условия для выполнения основной задачи Юго-Западного фронта — выхода к Брест-Литовску. Фронтовое командование планировало разгромить противника, нанеся ему сильный удар в направлении Ровно, и, расколов польский Юго-Восточный фронт, в дальнейшем отбросить его изолированные части в лесисто-болотистые районы Полесья и к границе с Румынией. Главная роль
в решении этой задачи по-прежнему принадлежала 1-й Конной армии.

## Политические последствия
Успехи Красной армии убедили В. И. Ленина в близости установления советской власти в Европе . Командование РККА предсказывало быструю победу над Польшей и перспективу продвижения в Восточную Пруссию, Румынию и Венгрию. В конце июля Ленин созвал представителей левых партий Европы на II Конгресс Интернационала с тем, чтобы подготовить их к предстоящим, по его мнению, событиям. В зале проведения Конгресса была установлена огромная карта, на которой флажками отмечалось продвижение Красной армии на Варшаву. Ряд видных членов ЦК, в том числе Сталин и Троцкий, возражали против похода на исконно-польские территории, считая, что это приведет к массовому сопротивлению поляков. Об этом же предупреждали большевики польского происхождения. Ленин же считал, что польские «пролетарии» радостно встретят Красную армию и выступят против своего «буржуазного» правительства. В результате Красная армия в составе двух фронтов — Западного и Юго-Западного, получила приказ о движении на Варшаву и далее — на Берлин. 

### Комментарии
1. ↑  По мнению британского историка Р. Сервиса, мечтой всей жизни Ленина была «мировая революция» — распространение однопартийных государств диктаторского типа на весь мир[5].